# Charles de Lalande

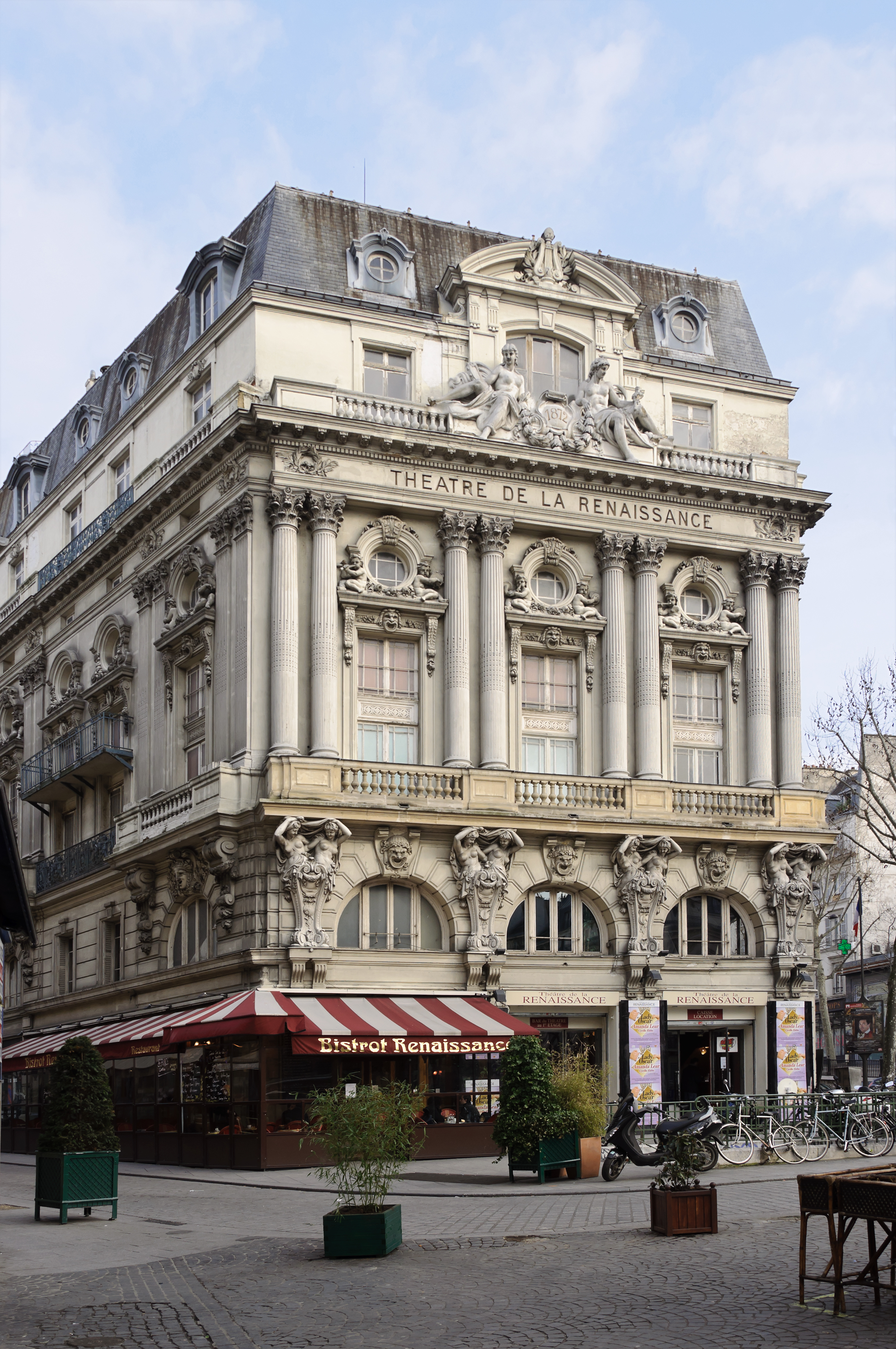
Le théâtre de la Renaissance à Paris

Charles Léon Le François de Lalande, né le 30 novembre 1833, mort en 1887, est un architecte français. Fils de Charles Auguste Frédéric Jérôme Le François Delalande, commissaire-priseur, il est issu de la famille des astronomes Lalande.

## Biographie
Charles de Lalande est formé à l'architecture par Léonard Alexandre Victor Teissier (1803-1871) et Alphonse Botrel. En 1863, il devient architecte de la Préfecture de police de Paris.
Spécialiste des théâtres à l'italienne, Charles Lalande conçoit le théâtre de la Renaissance à Paris en 1873, puis se voit confier la construction du théâtre des Nouveautés et la restauration de la façade du théâtre du Gymnase, ainsi que la restauration du théâtre d'Aurillac. Il conçoit également plusieurs immeubles de rapport dans les 9e et 18e arrondissements de Paris.
Charles de Lalande est également à l'origine des ateliers de la Maison Belloir et Vazelle, ainsi que des tapisseries de l'Opéra Garnier.
En 1879, il réalise le théâtre municipal de Cherbourg (bâti sur le modèle de l'Opéra Garnier), inauguré en 1882. Celui-ci est un exemple du style éclectique en vogue en France sous le Second Empire puis la Troisième République,.
En 1879 également, il est reçu membre de la Société centrale des architectes de France.
De 1871 à 1878, il est le maire de Tarnos.
En 1880, il est fait chevalier de la Légion d'honneur.